# Криволинейная трапеция

Криволинейная трапеция

Криволине́йная трапе́ция — плоская фигура, ограниченная графиком неотрицательной непрерывной функции {\displaystyle y=f(x)}, определенной на отрезке [a; b], осью абсцисс и прямыми {\displaystyle x=a} и {\displaystyle x=b}.
Криволинейную трапецию можно рассматривать как прямоугольник с переменной высотой. Для нахождения площади криволинейной трапеции пользуются интегралом.
{\displaystyle \int \limits _{a}^{b}f(x)\,dx}
Или
{\displaystyle \lim _{n\to \infty }\sum \limits _{i=1}^{n}f(x_{i})\,dx}
Это значит, что площадь криволинейной трапеции можно найти по сумме значений функции {\displaystyle y=f(x)} взятые через бесконечно малые промежутки по оси Ох на отрезке от {\displaystyle a} до {\displaystyle b}
Можно сказать, что мы разбили криволинейную трапецию на бесконечное число прямоугольников, длина каждого из которых равна ординате функции {\displaystyle f\left(x\right)} через бесконечно малые промежутки по оси Ох на отрезке от {\displaystyle a} до {\displaystyle b}, а ширина — бесконечно малому значению х, нашли их площади произведением длины на ширину и сложили. Предел суммы их площадей равен площади криволинейной трапеции.

### В приложениях

Процесс нахождения площади криволинейной трапеции (анимация, нажмите для воспроизведения)

Криволинейная трапеция применяется для нахождения площадей сложных геометрических фигур, форма которых может быть задана функцией или примерно приближена некоторой функцией. При решении негеометрических задач с меняющимися параметрами (задачи на динамику, описание протекания процессов) площадь криволинейной трапеции можно рассматривать не как площадь фигуры, а как некоторую абстрактную обобщенную "площадь". Рассмотрим нахождение пройденного пути по графику скорости от времени. В этом случае "основанием" трапеции будет пройденное время, единица измерения "основания" будет секунда. "Высотой" трапеции будет скорость объекта, измеряться "высота" будет в метрах/секунду. Отметим, что "высота" этой трапеции не фиксированная, а изменяется относительно времени.